# Resolució 2003 del Consell de Seguretat de les Nacions Unides
La Resolució 2003 del Consell de Seguretat de les Nacions Unides fou adoptada per unanimitat el 29 de juliol de 2011. Després de reafirmar totes les resolucions i declaracions anteriors sobre la situació al Sudan, el Consell va ampliar el mandat de la Operació Híbrida de la Unió Africana i les Nacions Unides al Darfur (UNAMID) durant dotze mesos més fins al 31 de juliol de 2012.
La resolució va permetre més temps a les Nacions Unides per decidir quantes tropes es necessitaven a la regió.

## Resolució

### Observacions
El Consell va recordar que no hi hauria pau sense justícia i la necessitat d'acabar amb la impunitat. Va expressar el seu suport al procés de pau Unió Africana-Nacions Unides organitzat a Qatar, tot i que lamentava que alguns grups s'hagin negat a participar. A més, es va donar la benvinguda a la signatura del «Document de Doha per la Pau al Darfur» entre el govern del Sudan i el Moviment Alliberament i Justícia (JLM) i es va instar a les parts interessades a que acordessin un alto el foc permanent.
Mentrestant, la resolució expressava la seva preocupació pel deteriorament de la situació a parts del Darfur, a través de violacions de l'alto el foc, atacs de grups rebels, atacs intertribals contra personal humanitaris i de les Nacions Unides i el desplaçament de desenes de milers de civils, segons informa el Secretari General de les Nacions Unides, Ban Ki-moon. També hi va haver preocupació per les renovades hostilitats entre el govern sudanès i el Moviment d'Alliberament del Sudan (SLM/A), les faccions Minni Minnawi i Abdul Wahid i el Moviment de Justícia i Igualtat.
El preàmbul de la resolució va reafirmar que no podia haver-hi cap solució militar al conflicte, i totes les violacions dels drets humans i del dret internacional humanitari van ser condemnades. Es preocupava per les implicacions de la situació als països de la regió i, per tant, va encoratjar al Sudan, al Txad i la República Centreafricana a cooperar per aconseguir la pau al Darfur.

### Actes
El mandat d'UNAMID, en virtut del Capítol VII de la Carta de les Nacions Unides, es va ampliar fins a final de juliol de 2012. L'operació de manteniment de la pau es va instruir per protegir els civils i garantir l'enviament de l'ajuda humanitària, sense perjudici de la responsabilitat principal del govern sudanès.
Es va demanar al Secretari General que treballés estretament amb la Unió Africana i altres parts i que informés sobre el progrés del procés de pau i el mandat de la UNAMID. El Consell va exigir que la UNAMID tingués una llicència de ràdio per comunicar-se lliurement amb totes les parts interessades del Darfur, d'acord amb el status of forces agreement. Totes les violacions dels drets humans van ser condemnades i es va expressar novament la preocupació per la situació al Darfur; les parts en conflicte havien de prendre mesures per protegir els civils.
Mentrestant, la resolució va demanar la cooperació entre la UNAMID i altres operacions de manteniment de la pau a la regió, inclosa la Missió de les Nacions Unides a la República del Sudan del Sud i la Força Provisional de Seguretat de les Nacions Unides per a Abyei.